# Quemusia
Quemusia es un género de arañas araneomorfas pertenecientes a la familia Amphinectidae. Se encuentra en Australia.

## Especies
Según The World Spider Catalog 12.0:
- Quemusia aquilonia Davies, 1998
- Quemusia austrina Davies, 1998
- Quemusia cordillera Davies, 1998
- Quemusia raveni Davies, 1998